# Atletica leggera ai Giochi della XXVI Olimpiade - 10000 metri piani femminili

Video della Finale

I 10000 metri piani hanno fatto parte del programma femminile di atletica leggera ai Giochi della XXVI Olimpiade. La competizione si è svolta nei giorni 27 luglio e 2 agosto 1996 allo Stadio Olimpico del Centenario di Atlanta.

## Presenze ed assenze delle campionesse in carica
| Competizione         | Atleta           | Prestazione | Atlanta 1996 |
| -------------------- | ---------------- | ----------- | ------------ |
| Olimpiadi 1992       | Derartu Tulu     | 31'06”02    | Presente     |
| Commonwealth 1994    | Yvonne Murray    | 31'56”97    | Assente      |
| Goodwill Games 1994  | Tegla Loroupe    | 31'52”39    | Presente     |
| Europei 1994         | Fernanda Ribeiro | 31'08”75    | Presente     |
| Coppa del mondo 1994 | Elana Meyer      | 30'55”51    | Maratona     |
| Asiatici 1994        | Wang Junxia      | 30'50”34    | Presente     |
| Africani 1995        | Sally Barsosio   | 32'22”26    | Non qual.    |
| Mondiali 1995        | Fernanda Ribeiro | 31'04”99    | Presente     |
| Mondiali junior 1992 | Wang Junxia      | 32'29”90    | Presente     |

## La gara
Dopo il successo nei 5000, Wang Junxia tenta il raddoppio. Sulla doppia distanza è imbattuta da 13 gare consecutive.

Lancia la volata a 600 metri dalla fine, staccando Fernanda Ribeiro. All'inizio del rettilineo finale ha ancora 5 metri di vantaggio. Ma la portoghese non si accontenta dell'argento e la va a prendere. Riesce a recuperare il distacco, supera la Wang all'interno e va a vincere di prepotenza.

La campionessa olimpica in carica, Derartu Tulu, si vede sfuggire il bronzo ad opera della sua compagnia di allenamento, Gete Wami.

La classifica vede la terza e quarta posizione più veloce di sempre, così come per i piazzamenti dal sesto al nono.

## Risultati

### Turni eliminatori
| 2 Batterie | 27 luglio | 35 partenti    | Si qualificano le prime 8 + i 4 migliori tempi. |
| Finale     | 2 agosto  | 20 concorrenti |                                                 |

### Finale
| Pos | Paese      | Atleta           | Tempo    |
| --- | ---------- | ---------------- | -------- |
|     | Portogallo | Fernanda Ribeiro | 31'01"63 |
|     | Cina       | Wang Junxia      | 31'02"58 |
|     | Etiopia    | Gete Wami        | 31'06"65 |
| 4   | Etiopia    | Derartu Tulu     | 31'10"46 |
| 5   | Giappone   | Masako Chiba     | 31'20"62 |
| 6   | Kenya      | Tegla Loroupe    | 31'23"22 |
| 7   | Giappone   | Yuko Kawakami    | 31'23"23 |
| 8   | Romania    | Iulia Negura     | 31'26"46 |